# Аэропарк
Аэропарк (венг. Aeropark) — авиационный музей под открытым небом, находящийся рядом с Международным аэропортом имени Ференца Листа в Будапеште. Посвящён истории венгерской гражданской авиации, его экспонатами являются почти все самолёты бывшей авиакомпании Malév. Для гостей также существует авиасимулятор и сувенирный магазин с моделями самолётов и различными сувенирами Malév. Большая часть самолётов доступны для посещения и лицами с ограниченными возможностями. Аэропарк участвует в ежегодной Ночи музеев.

## История
23 февраля 1988 года Иштван Верешш, директор Венгерского музея техники и транспорта, и Тамаш Эрдей, глава Директората по вопросам авиации и аэропортов, объявили о создании музея авиации. Первыми тремя экспонатами стали самолёты Ил-14 (передан СССР), Ил-18 и Ту-134, которые были размещены на складе, рядом с ангаром авиакомпании Malév. Музей изначально получил название «Парк авиации Ферихедь» по имени аэропорта Будапешта. В 1991 году парк авиации Ферихедь открылся на новом месте между взлётно-посадочной полосой 31L и терминалом 2B. Три самолёта были установлены на новых площадках в октябре вместе с наземным радаром Tesla. Они стали собственностью Музея транспорта, а Директорат по вопросам авиации и аэропортов отвечал за их обслуживание.
В 2002 году Директорат разделился на компанию Будапештского аэропорта и на HungaroControl, но они не могли расширять коллекцию. В 2003 году Будапештский аэропорт избавился от всех лишних подразделений, в том числе и от ответственных за музей, поэтому потребовалось создать новую организацию по музею. Культурный фонд парка авиации Ферихедь обслуживал музей в 2004—2014 годах, позже этим занялся Культурный центр авиации (основан в 2010 году), который обслуживает самолёты-экспонаты и другие памятники венгерской авиации. 19 июня 2014 года утверждено текущее имя «Аэропарк». Музей закрывался временно в начале 2017 года для переноса на новое место и расширения посадочной зоны аэропорта. С 23 марта по начало июня велись все необходимые работы.

## Экспонаты

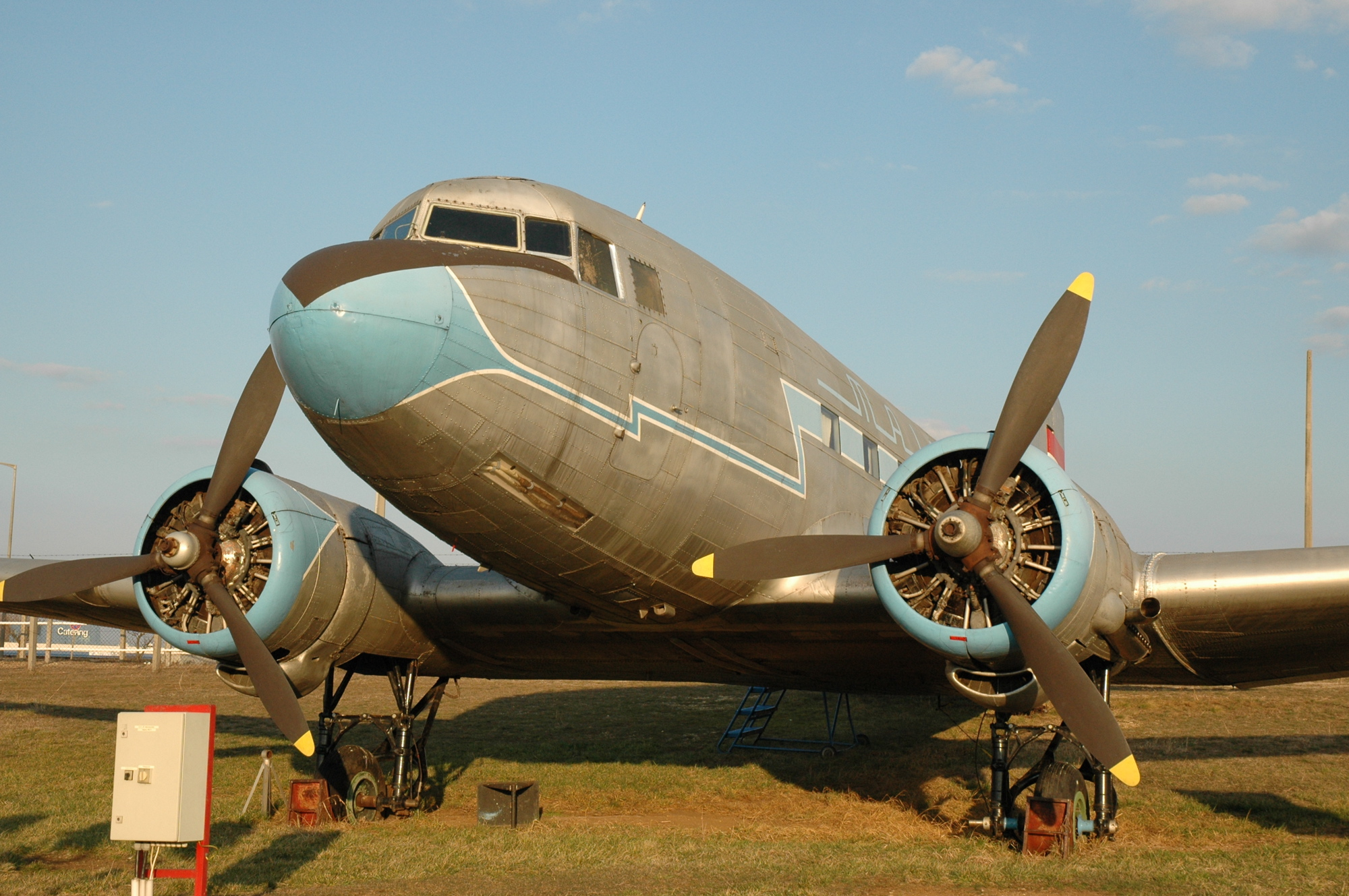
Ли-2 HA-LIQ

### Ли-2(HA-LIQ)
Ли-2 — первый пассажирский самолёт, который использовался авиакомпанией Maszovlet и её правопреемником Malév. 27 марта 1952 года самолёт Ли-2 LA-LIQ прибыл в Венгрию, в 1954—1957 годах он числился в ВВС Венгрии, затем был передан «Malév». Сохранил свои опознавательные знаки ВВС Венгрии и во время использования авиакомпанией: с 1958 года использовался в качестве грузового самолёта. Возвращён в ВВС и получил регистрационный номер 206, до 1974 года всего налетал 3829 часов. После списывания был передан Музею транспорта, отреставрирован в 1980 году и отправлен на хранение в аэропорт Фаркасхедь, а с 1993 года числится экспонатом Аэропарка. Салон и кабина открыты для посещения туристами по вечерам.

### Ил-14Т (HA-MAL)

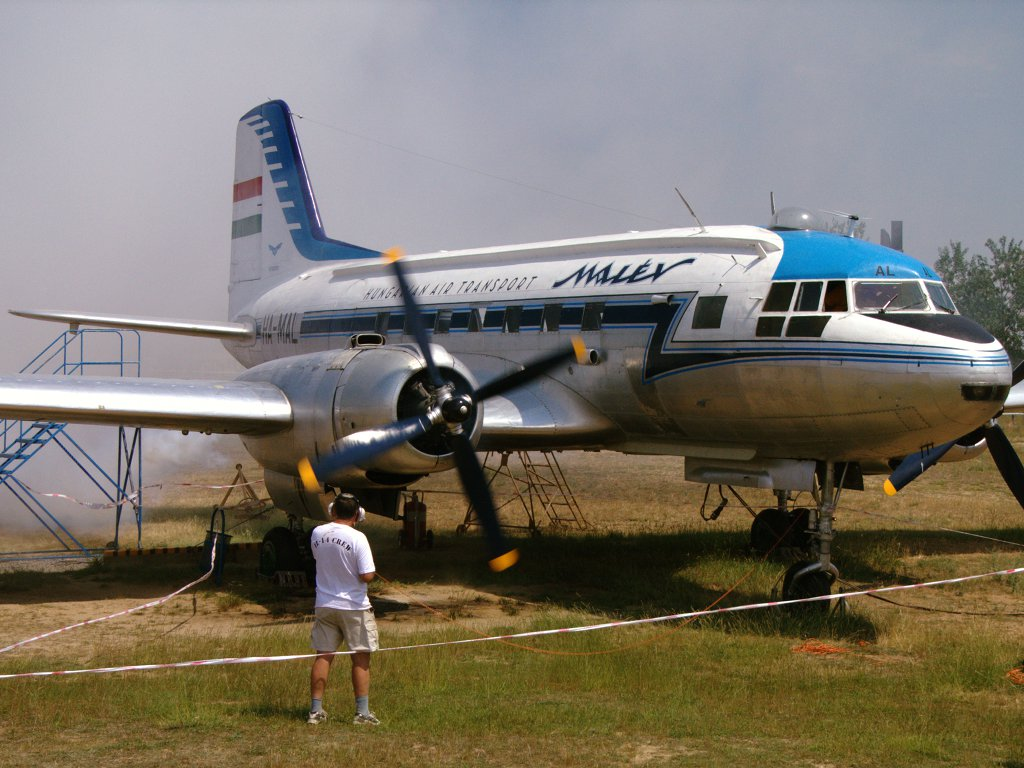
Ил-14Т HA-MAL

Самолёт Ил-14 числился в 226-м смешанном авиационном полку ЮГВ. В 1981 году он был выведен из состава полка, простоял шесть лет в Миргороде и затем перелетел в венгерский аэропорт Тёкёл. В конце 1987 года прибыл в Ферихедь, став первым экспонатом в истории музея. В 1991 и 2017 годах он покидал музей, поскольку тот менял своё местоположение. Всего самолёт налетал 5928 часов. Отреставрирован в 2009—2010 годах. Планировалось ограничиться его перекраской в цвета авиакомпании Malév, однако даже спустя 25 лет специалисты подтвердили, что состояние самолёта хорошее, и провели специально ремонт двигателей, чтобы посетители музея раз в месяц могли видеть их работу.

### Ил-18В (HA-MOA)

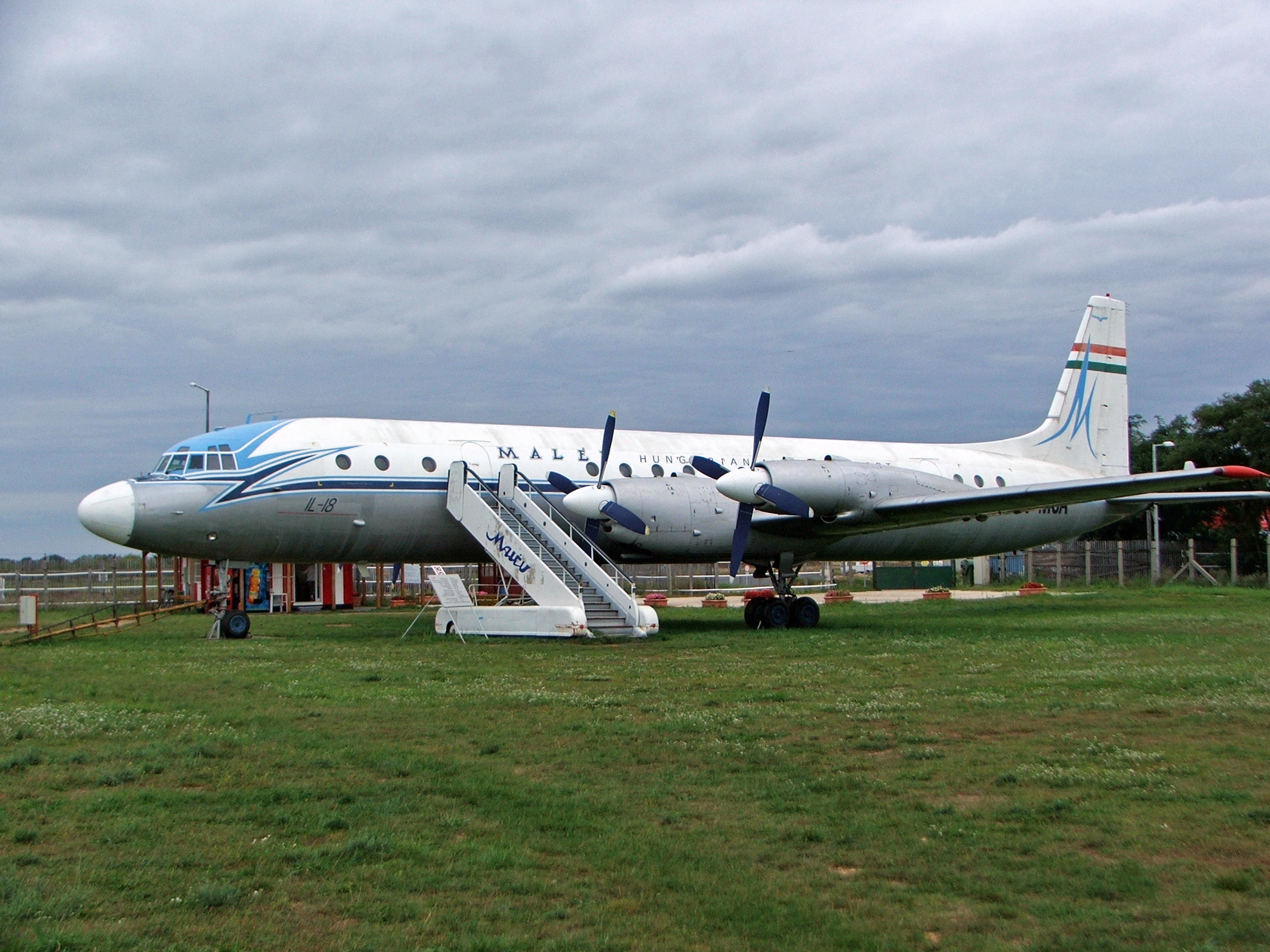
Ил-18В HA-MOA

Этот самолёт Ил-18 прибыл в Венгрию в 1960 году, начав совершать регулярные рейсы компании Malév (первый в Москву). Был переоборудован в современный вариант Ил-18В. В 1964 году на самолёт была установлена вспомогательная силовая установка ТГ-16, а в 1968 году его оригинальные двигатели заменили на АИ-20, расширив ещё и число мест с 89 до 105. Последний гражданский рейс совершил 1 апреля 1977 года из Праги в Будапешт, ровно спустя 17 лет после начала использования. Переоборудован в грузовой самолёт, в качестве которого использовался до 1987 года. Экспонат музея с октября 1991 года, один из первых трёх экземпляров. Всего налетал 37197 часов. Кабина и салон открыты для посетителей.

### Ил-18В (HA-MOG)

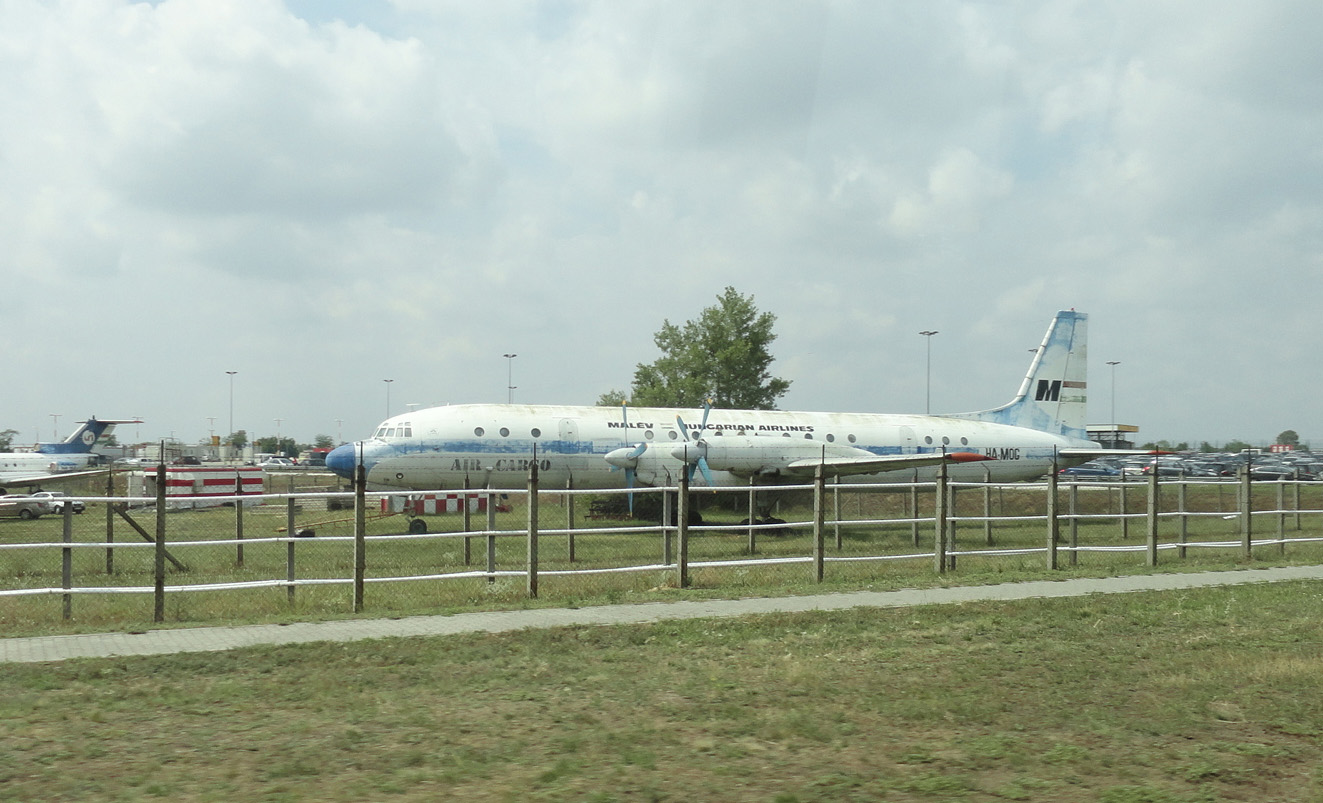
Ил-18В HA-MOG

Прибыл в Венгрию в 1964 году. В отличие от HA-MOA, был уже готовым образцом Ил-18В. Первый рейс совершил в Москву. В 1967 году были установлены двигатели АИ-20К. Последний пассажирский рейс совершил из Софии в Будапешт в конце 1978 года, после чего переоборудован в грузовой самолёт. Последний грузовой рейс совершил в октябре 1988 года из Константины в Будапешт. На следующий день после рейса один из двигателей взорвался и сгорел, а пострадавший от пожара самолёт был досрочно списан. В 1993—2006 годах использовался в качестве учебного. В 2006 году его попытались пустить на слом, но после поданной петиции перевели в музей. Внешний вид самолёта был отреставрирован в июне 2014 года, но состояние салона всё ещё неудовлетворительное. Всего налетал 36558 часов.

### Ту-134(HA-LBE)
Ту-134 использовался авиакомпанией Malév с 1969 года, совершил первый пассажирский рейс в Прагу. В 1983 году сократил число мест с 72 до 68 после добавления Комфорт-класса. Последний рейс совершил в 1987 году из Варшавского аэропорта. В 1988 году стал первым Ту-134 авиакомпании Malév, планируемым к списыванию, а через год стал одним из трёх первых экспонатов музея. Старейший экземпляр венгерских Ту-134, сохранившийся до наших дней (три других погибли в авиакатастрофах). Налетал всего 24167 часов. Для визитов посетителей открыты салон и кабина.

### Ту-154Б-2 (HA-LCG)

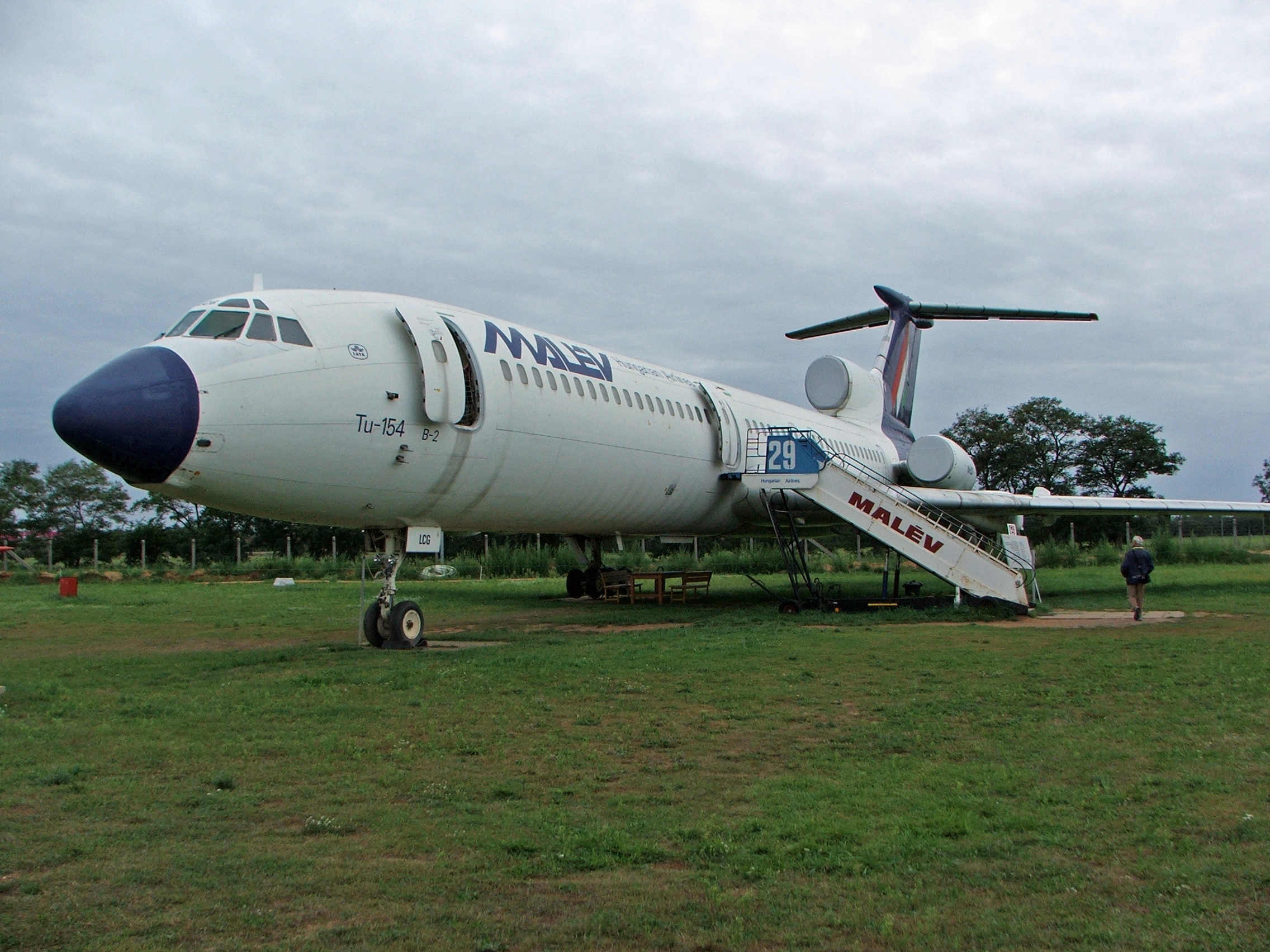
Ту-154Б-2 HA-LCG

Использовался Malév с конца 1975 года. В 1980 году был отреставрирован, переоборудован в самолёт II категории (154Б-2). В 1983 году сократил число мест с 154 до 143 после добавления Комфорт-класса. Последний гражданский рейс совершил из аэропорта Ираклиона. Отбуксирован в музей авиации в 1994 году. Всего налетал 21554 часов. Для визитов посетителей открыты салон и кабина.

### Як-40Е (HA-YLR)

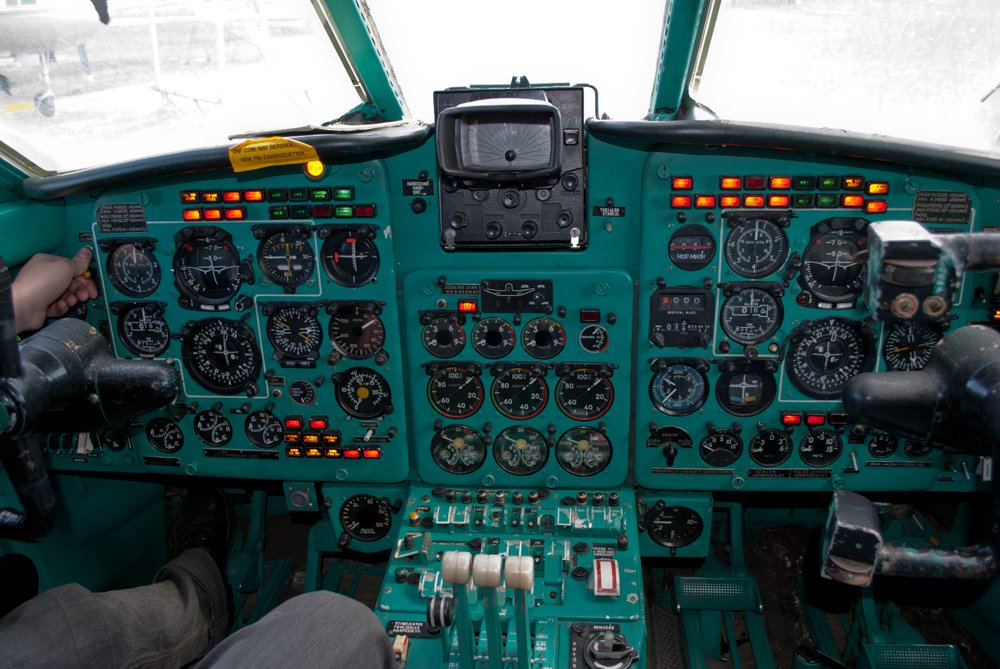
Як-40 HA-YLR

Прибыл в Венгрию в 1975 году. Использовался Департаментом по вопросам авиации и аэропортов для испытания навигационного оборудования в Венгрии и за рубежом. Для пассажирских рейсов не использовался. Перекрашен в 1987 году в те же цвета, что и Ту-134, последняя покраска осуществлена в 1993 году. Отбуксирован в музей в 2001 году, находится в отличном состоянии. Посетители могут осмотреть кабину по вечерам.

### Ан-2М (HA-MHI)
Ан-2 прибыл в Венгрию в 1967 году, использовался для нужд сельского хозяйства. В музее с 1994 года, отреставрирован в 2005 году.

### Ми-2(HA-BCB)
С января 1980 года вертолёт Ми-2 использовался Службой воздушной скорой помощи. До 1994 года находился в Секешфехерваре, перелетел в августе 1994 года в Ферихедь для ремонта, но из-за недостатка средств на ремонт был списан. Налетал 2841 час. Экспонат музея с 1999 года.

### Посадочный радар Tesla
В январе 1975 года посадочный радар Tesla был размещён рядом с дорогой для такси B, ведущей к взлётно-посадочной полосе 13R/31L. В том же месяце в него врезался самолёт Ил-18 (HA-MOH), летевший из Берлина и разбившийся перед дорогой для такси. Радар был отремонтирован и использовался вплоть до начала 1990-х, пока не стал экспонатом музея.

### Прочие экспонаты
Экспонатами являются также аэродромный тягач Aerotrak для буксировки самолётов, сигнальные автомобили и несколько автобусов в цветах Malév.

## Галерея

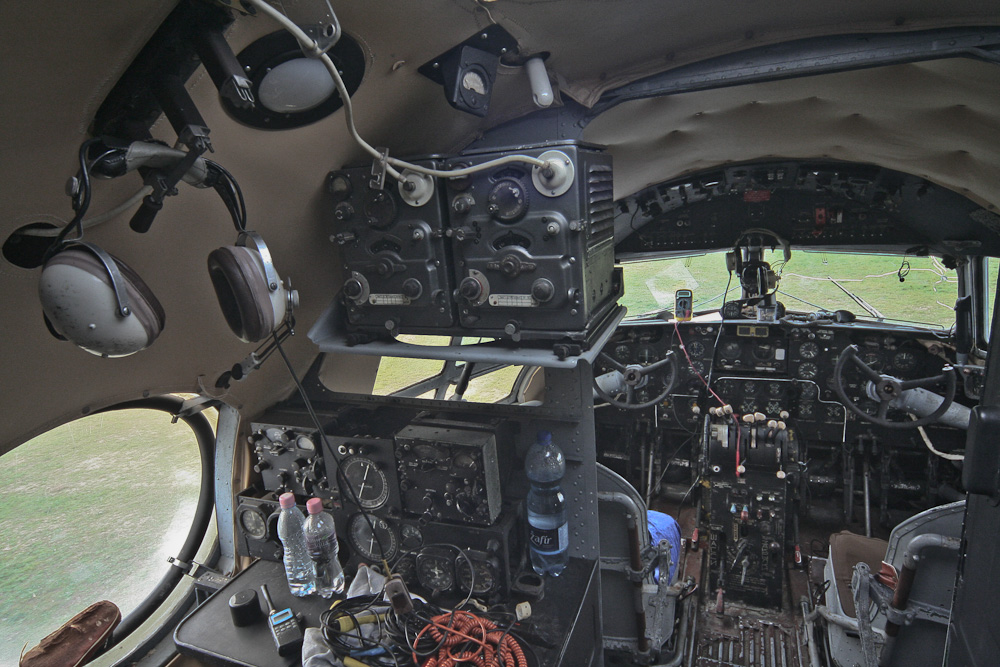
Кабина Ил-14 HA-MAL
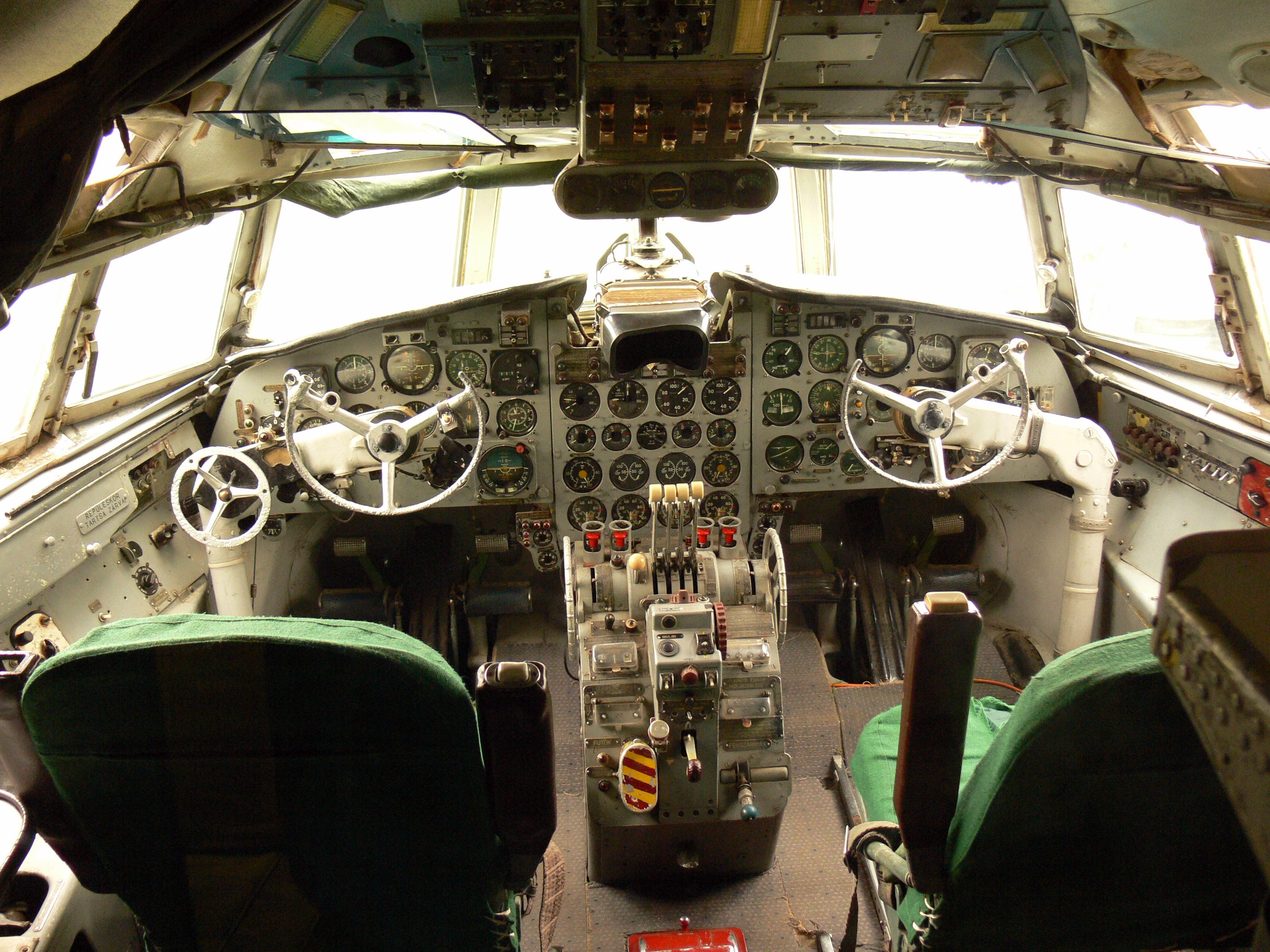
Кабина Ил-18 HA-MOA
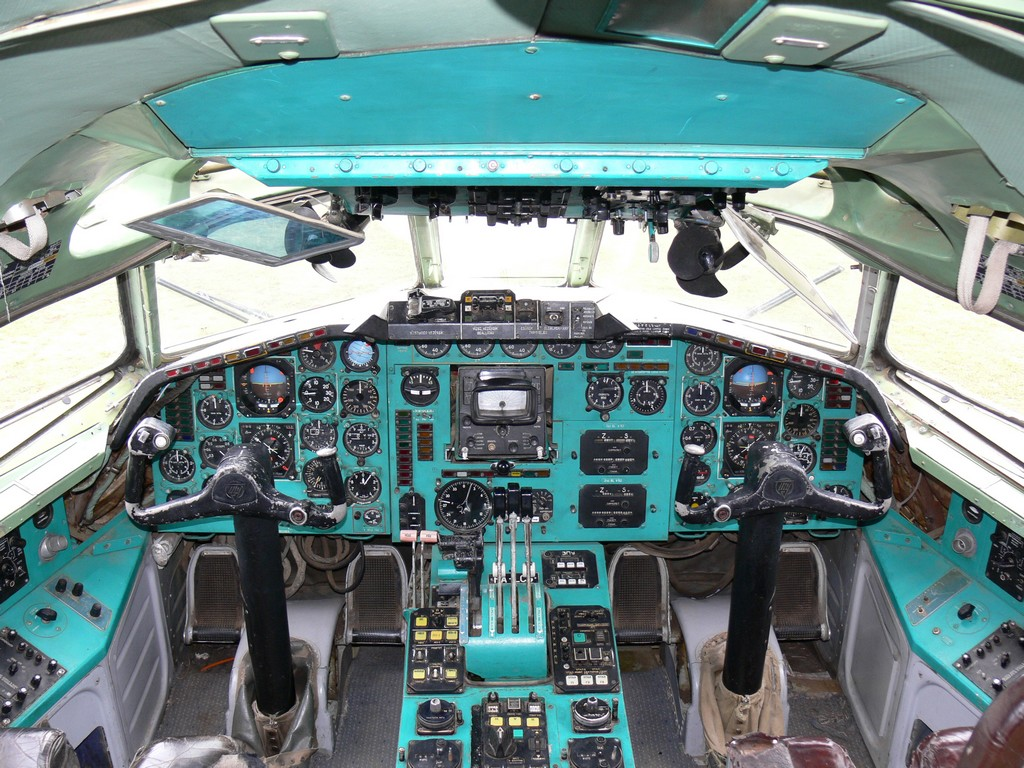
Кабина Ту-154 HA-LCG
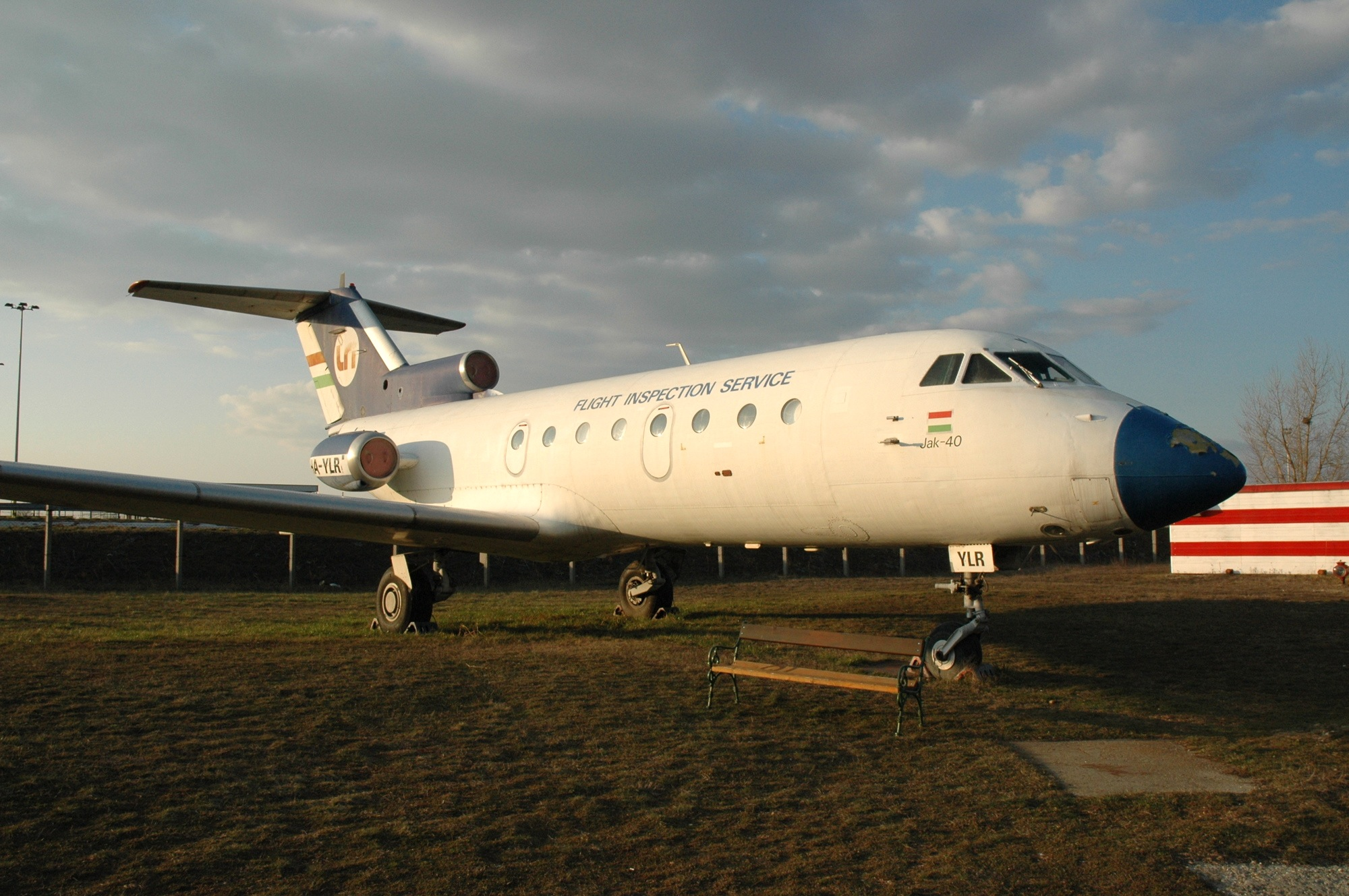
Як-40 HA-YLR

## Транспорт
Есть собственная автобусная остановка на пути автобусного маршрута 200E и стоянка для парковки.